# Medellín y Madero 4.ª Sección
Medellín y Madero 4.ª Sección es una localidad del municipio de Centro ubicado en la subregión centro del estado mexicano de Tabasco.

## Geografía
La localidad de Medellín y Madero 4.ª Sección se sitúa en las coordenadas geográficas 18°06′25″N 92°50′26″O / 18.106944, -92.840556, a una elevación de 1 metro sobre el nivel del mar.

## Demografía
Según el Conteo de Población y Vivienda 2020, efectuado por el Instituto Nacional de Estadística y Geografía, la localidad de Medellín y Madero 4.ª Sección tiene 897 habitantes, de los cuales 427 son del sexo masculino y 470 del sexo femenino. Su tasa de fecundidad es de 2.11 hijos por mujer y tiene 233 viviendas particulares habitadas.
| Gráfica de evolución demográfica de Medellín y Madero 4.ª Sección entre 1990 y 2020 |
|                                                                                     |
| INEGI.                                                                              |